# 褚良银
褚良银（1967年4月—），湖北省五峰土家族自治县人，四川大学教授，主要从事膜材料与膜过程、控制释放系统、传质与分离等方面的研究工作。入选中华人民共和国教育部2009年度“长江学者”特聘教授。